# Rosario Román Pérez
Rosario Román Pérez  (Tapachula, Chiapas) es una investigadora, docente, esritora y activista con enfoque en temas de género, salud y educación de la mujer. Recibió la Presea al Poderio de las Mujeres Sonorenses en 2024 que otorga el Congreso del Estado de Sonora en la catergoría de Ciencias 

## Trayectoria
Rosario Román Pérez estudió Psicología por la Universidad Nacional Autónoma de México, estudió un posgrado en Educación por la Universidad de Texas y el doctorado en Ciencias Sociales por El Colegio de Michoacán.  Forma parte del Sistema Nacional de Investigadores y se desempeña como investigadora del Centro de Investigación en Alimentación y Desarrollo, A. C. (CIAD) en el estado de Sonora. 
Su línea de investigación es en temas relacionados con violencia de género, juventud, desarrollo social tanto en el ámbito rural como en el urbano, a nivel estatal en Sonora como en otras entidades de México. Estas áreas de interés que ha podido ejercer desde el servicio público, la academia y la investigación.
Ha sido fundadora de programas académicos de ciencias sociales en distintas instituciones educativas de nivel superior como la maestría en desarrollo regional en el Centro de Investigación en Alimentación y Desarrollo y el doctorado en Ciencias y Humanidades para el Desarrollo Interdisciplinario en la Universidad Autónoma de Coahuila y en la Universidad Nacional Autónoma de México.
Las investigaciones que ha realizado se centran en temas sobre comportamientos de riesgo durante la infancia y la juventud: la sexualidad en jóvenes, embarazo en la adolescencia, educación para la salud, deserción escolar, suicidio en jóvenes; condiciones de vida de las mujeres,  lactancia materna, perspectiva de género y políticas públicas; desarrollo sociocultural de la población indígena y personas adultas mayores.
Ha colaborado en diversos medios de comunicación como experta en temas de género, salud y educación.

### Activismo
Como parte de su activismo en pro de los derechos de las mujeres, fue coordinadora de los proyectos de Aplicación de los Protocolos de Actuación para la elaboración de un programa Estatal de Prevención de la Violencia de Género, apoyando en la atención de mujeres víctimas de violencia de género, mediante el acompañamiento ante las instancias de justicia, intervención con agresores de mujeres y de contención emocional para el personal que atiende a mujeres víctimas de Violencia en colaboración con la Universidad Nacional Autónoma de México y el Consejo Nacional de Ciencia y Tecnología.
Seleccionada por la Comisión Estatal de Derechos Humanos de Sonora para ser parte del Consejo Ciudadano para Prevenir la Discriminación, como parte de sus funciones se encuentra establecer las bases para la prevención y el combate a la trata de personas en Sonora, con el fin de realizar acciones para prevenir este delito, brindar protección a quienes hayan sido víctimas y sancionar a los responsables.
Defensora de los derechos humanos de identidad, expresión de género y orientación sexual, formó parte del manifiesto en favor de la diversidad sexual, social y cultural, el cual solicitó a la sociedad que se denuncie la violencia de género y los crímenes asociados con estereotipos y prejuicios homofóbicos. Exigiendo un llamado a la construcción de paz con perspectiva de género y un alto a la violencia.
Pertenenece al Consejo Iberoamericano de Investigación en Juventud donde se ha desarrollado como coinvestigadora en proyectos interinstitucionales de impacto nacional e internacional. Dentro de sus investigaciones sobre la juventud, aborda las representaciones sociales que los adultos manejan hacia los jóvenes y viceversa, desde un enfoque epistemológico de las complejidades. Es integrante en la Red de Investigación Educativa en Sonora, A. C., Red Nacional de Universidades e Instituciones de Educación Superior Caminos para la Igualdad de Género y la Red Feminista Sonorense y fundadora de organizaciones de la sociedad civil, entre las que se encuentran:
- Asociación para la Educación Perinatal de Sonora, A.C.
- Red Fronteriza de Salud y Ambiente
- Asociación Sonorense para la Salud Reproductiva (MEXFAM)
- ANIA, ANÍA, Ciudadanas Sonorenses por la No Violencia.
- Red Democracia Familiar y Social, A. C.
- Nosotras Ciudadanas: Red de Mujeres por la Ciudadanía Plena.

## Publicaciones
Ha presentado sus investigaciones en eventos científicos nacionales e internacionales. Tiene diversos libros publicados sobre mujer y políticas públicas, desarrollo humano y salud, paternidades, juventud, masculinidades y violencia, así como más de 60 artículos publicados en revistas nacionales e internacionales y varios capítulos en libros colectivos.
1. La modernización contradictoria: Desarrollo humano, salud y ambiente en México. CIAD, A.C., Universidad de Guadalajara, ITSON, PNUD, SEMARNAP. 1998.
2. La mujer en el proceso electoral 2000: Balance y prospectiva. Grupo Ciudadano por la no Violencia “Ania, Anía”. 2000
3. Del primer vals al primer bebé: Vivencias del embarazo en las jóvenes. Instituto Mexicano de la Juventud. Secretaría de Educación Pública. 2000
4. ¿Cómo veo a mi papá? Representación gráfica de la imagen paterna de niños y niñas sonorenses. Instituto Sonorense de la Mujer. Centro de Investigación en Alimentación y Desarrollo, A. C.  2002.
5. Juventud sonorense: Entre el mito de los agrotitanes y los nuevos paradigmas. Jóvenes Mexicanos del siglo XXI. Encuesta Nacional de Juventud 2000. Centro de Investigación y Estudios sobre Juventud del Instituto Mexicano de la Juventud. 2003
6. Masculinidad y violencia homicida. Plaza y Valdez-Instituto Municipal de Planeación. 2007
7. Génesis del homicida. México. 2007
8. Manual de prevención y atención a la violencia en el entorno escolar desde una perspectiva de Género. México: Gobierno Municipal de Hermosillo, Sonora. 2012
9. Juventud rural. Viejos dilemas, nuevas realidades. Universidad Autónoma de Nayarit-Juan Pablos Editor. 2013
10. La Violencia en México. Problemas, Estrategias y Modelos de Intervención desde las Ciencias Sociales. México: A. M. Editores, CIAD, UAM. 2017
11. De Jornalero a Youtuber. Sueños y realidades de estudiantes de educación media superior en el poblado Miguel Alemán, Hermosillo, Sonora. México: Ecorfan. 2019
12. La Victoria. Una comunidad rural en el Noroeste de México. México: CIAD. Colección Cuadernos de Trabajo. 2020

## Reconocimientos
Durante su trayectoria profesional, Rosario Román ha recibido variados reconocimientos a sus investigaciones sobre temas de salud pública, así como a sus acciones en favor del desarrollo de la mujer, entre los que se encuentran los siguientes
- Premio Dr. José Miró Abella. Mejor Investigación en Salud Pública. Gobierno del Estado de Sonora. 1989.
- Premio Enf. Beatriz López Soto. Mejor investigación en Salud Pública. Gobierno del Estado de Sonora. 1995.
- Reconocimiento por su acción emprendida a favor de la Mujer Sonorense. Revista Mujer Totalmente Interesante. 8 de marzo, Día Internacional de la Mujer. 8 de marzo de 2000.
- Reconocimiento por su  colaboración en los trabajos que dieron origen a la iniciativa de Ley de Atención y Prevención de Violencia Intrafamiliar. LV Legislatura H. Cámara de Diputados del Congreso del Estado de Sonora. 28 de junio de 2000.
- Reconocimiento a su labor en el libro Mujeres protagonistas del siglo XX en Sonora. Instituto Sonorense de la Mujer y El Gobierno del Estado de Sonora. Hermosillo, Sonora. Abril de 2001.
- Reconocimiento como investigadora en el catálogo de investigadores que trabajan con niños y jóvenes en México. Facultad Latinoamericana de Ciencias Sociales. 8 de mayo de 2002.
- Reconocimiento Mujeres que inspiran. Gobierno Municipal de Hermosillo, Sonora. Día Internacional de las Mujeres. 8 de marzo de 2018.
- Reconocimiento Programa EnCausa como Consejera Técnica General y Responsable del Consejo Técnico de Desarrollo Humano.
- Presea al Poderio de las Mujeres Sonorenses en 2024 que otorga el Congreso del Estado de Sonora en la catergoría de Ciencias.[21]